# 布拉德·伯德
布萊德·博德（英語：Phillip Bradley "Brad" Bird，1957年9月15日—） 是一名美国电影导演、配音员、动画师和编剧。他知名的作品有：科幻動畫電影《鐵巨人》（1999）、動畫電影《超人特攻隊》（2004）和《料理鼠王》（2007）。2011年第一次執導真人动作片《不可能的任務：鬼影行動》。

## 生平
他生于蒙大拿州的卡利斯佩尔，他是家中四个孩子中最小的。他父亲做液化石油气生意，他爷爷法蘭克·伯德（Frank W. Bird）是蒙大拿州能源公司（Montana Power Company）的老板。在他11岁一次到迪士尼公司的动画工作室参观时，他表示他希望将来能成为一名动画工作者，不久他开始制作15分钟的动画短片，在两年之内终于完成。1975年他从 Corvallis High School 毕业后休息了三年。之后他获得迪斯尼公司的奖学金到加州藝術學院学习，并在这里遇到了未来的好友与动画师、皮克斯工作室的创始人之一兼导演约翰·拉塞特。

## 职业
布拉德·伯德导演的2004年《超人总动员》和2007年《料理鼠王》两次夺得奥斯卡最佳动画长片奖。2011年动作片《碟中谍4》口碑与票房双赢，全球票房近7亿美金。2015年他执导的第二部真人电影《明日世界》遭遇口碑票房双败。2018年，时隔14年的超人总动员续集《超人总动员2》上映，伯德再次回归执导动画电影。2022年，天空之舞动画宣布与伯德签约，他将执导一部全新的动画电影《Ray Gunn》。

## 作品

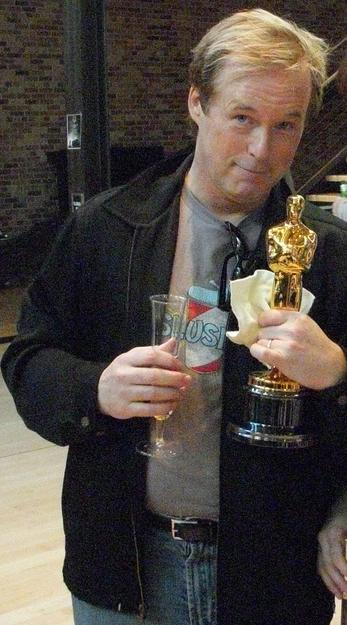
2008年2月他导演的《料理鼠王》夺得奥斯卡最佳动画长片奖

### 动画师
- Animalympics，1980)
- 狐狸与猎狗（The Fox and the Houn，1981），监制
- The Plague Dogs（1982）

### 导演
- Family Dog（1987）
- Do the Bartman（MV，1990）
- 鐵巨人（The Iron Giant，1999）
- 超人特攻隊（The Incredibles，2004）
- 小杰的攻击（Jack-Jack Attack，短片，2005）
- 料理鼠王（Ratatouille，2007）
- 不可能的任務：鬼影行動（Mission: Impossible – Ghost Protocol，首部真人电影，2011）
- （Tomorrowland，2015）
- 超人特攻隊2（The Incredibles 2，2018）
- Ray Gunn（Ray Gunn，TBA）

### 编剧
- Family Dog（1987）
- 鬼使神差（1987）
- 鐵巨人（The Iron Giant，1999）
- 超人特攻隊（The Incredibles，2004）
- 料理鼠王（Ratatouille，2007）
- 超人特攻隊2（The Incredibles 2，2018）

### 配音
- 超人特攻隊（The Incredibles，2004）– 衣夫人（配音）
- Assassination Vacation（2005）–Charles Guiteau和Emma Goldman（配音）
- 料理鼠王（Ratatouille，2007）– Ambrister Minion（配音）
- 侏羅紀世界（Jurassic World，2015）– 樂園介紹廣播（配音）
- 超人特攻隊2（Incredibles 2，2018）– 衣夫人（配音）